# Kazumi Takada
Kazumi Takada (japonsko 高田 一美), japonski nogometaš, 28. junij 1951, † 1. oktober 2009.
Za japonsko reprezentanco je odigral 16 uradnih tekem.